# José María Luciano Becerra
José María Luciano Becerra y Jiménez (Xalapa, 12 de diciembre de 1784 - Puebla, 17 de diciembre de 1854) fue un sacerdote católico y político mexicano.

## Estudios y sacerdocio
Realizó sus estudios en Humanidades, Filosofía y Teología en el Seminario Conciliar de Puebla en donde se ordenó sacerdote. Impartió clases y fue vicerrector de su alma mater, fue también rector del Colegio de San Pablo. Ejerció su carrera eclesiástica como párroco de Acatzingo, Tepexi de la Seda, Santiago Tecali, así como canónigo magistral y chantre de la catedral de Puebla.

## Político
En 1820, durante el Trienio Liberal, fue nombrado diputado suplente para representar a la provincia de Puebla en la Cortes Españolas. Al consumarse la independencia de México fue diputado titular del estado de Puebla de 1821 a 1823. Tras la disolución del  Imperio Mexicano fue elegido diputado por el Estado de Veracruz, participando así en el Congreso Constituyente de la Constitución Federal de los Estados Unidos Mexicanos de 1824. Su postura fue centralista.
Fue senador y consejero del Gobierno del Estado de Puebla. En 1846 se desempeñó como ministro de Justicia y Negocios Eclesiásticos durante los últimos siete meses de la presidencia de Mariano Paredes y Arrillaga.

## Obispo de Chiapas y Tlaxcala
El 23 de diciembre de 1839 fue nombrado obispo de Chiapas por el papa Gregorio XVI, aunque fue consagrado hasta el 29 de diciembre de 1848.  Se instaló en su mitra en febrero de 1849. El 27 de septiembre de 1852 el papa Pío IX lo trasladó a la diócesis de Tlaxcala (hoy Arquidiócesis de Puebla). Murió en Puebla el 17 de diciembre de 1854.